# Chichinette, ma vie d'espionne
Pour plus de détails, voir Fiche technique et Distribution.
Chichinette: ma vie d'espionne (Chichinette: The Accidental Spy) est un film allemand réalisé par Nicola Hens, sorti en 2019.

## Synopsis
La vie de Marthe Cohn, espionne juive pendant la Seconde Guerre mondiale.

## Fiche technique
- Titre : Chichinette: ma vie d'espionne
- Titre original : Chichinette: The Accidental Spy
- Réalisation : Nicola Hens
- Musique : Raphael Bigaud et Vincent David
- Photographie : Nicola Hens et Gaetan Varone
- Montage : Michèle Barbin
- Production : Amos Geva
- Société de production : Amos Geva
- Société de distribution : Urban Distribution (France)
- Pays :  Allemagne et  France
- Genre : Documentaire
- Durée : 86 minutes
- Dates de sortie : 
  -  France : 30 octobre 2019

## Distinctions
Nathalie Simon pour Le Figaro écrit à propos du film : « À la fois respectueuse et admirative, la réalisatrice raconte son parcours extraordinaire dans un portrait qui ne l’est pas moins, tant son sujet est attachant ». Frédéric Strauss pour Télérama évoque « un bonheur ».